# Tarot (película)
Tarot (conocida como Tarot de la muerte en Hispanoamérica) es una película de terror sobrenatural y misterio estadounidense de 2024 escrita y dirigida por Spenser Cohen y Anna Halberg (en su debut como directora de largometraje) y también coescrita por Nicholas Adams, basada en la novela Horrorscope (1992) del mismo Adams. Está protagonizada por Harriet Slater, Adain Bradley, Avantika, Wolfgang Novogratz, Humberly González, Larsen Thompson, Jacob Batalon y Olwen Fouéré como coprotagonista.
La trama se centra en un grupo de amigos de la universidad que comienzan a morir de formas relacionadas con su fortuna después de que les lean el horóscopo. Antes de que se les acabe el tiempo, tendrán que trabajar juntos para descubrir el misterio.
Tarot se estrenó en Estados Unidos por Sony Pictures Releasing el 3 de mayo de 2024. La película recibió críticas generalmente negativas de los críticos, pero fue un éxito de taquilla, recaudando $49,2 millones de dólares en todo el mundo con un presupuesto de $8 millones de dólares.

## Argumento
Un grupo de amigos (Haley, Grant, Paxton, Paige, Madeline, Lucas y Elise) alquilan una mansión en Catskills para el cumpleaños de Elise. Con la tensión en el grupo tras la reciente ruptura de Haley y Grant, se distraen haciendo que Haley lea sus horóscopos con una caja de extrañas cartas del tarot descubiertas en el sótano. Elise obtiene La Suma Sacerdotisa y que "subirá la escalera del éxito"; Lucas obtiene El Ermitaño; Madeline El Colgado; Paige y Paxton El Mago y El Loco respectivamente. Cuando Haley revela que Grant está destruyendo su relación él mismo, ya que recibió El Diablo, los dos discuten. Finalmente, Haley lee su horóscopo y obtiene la carta de la Muerte.
Al día siguiente, el grupo regresa al campus. Elise es atacada por una versión monstruosa de La Suma Sacerdotisa, que la golpea hasta la muerte con la escalera del ático. Lucas es sorprendido por El Ermitaño en el área restringida de una estación de tren y asesinado por un tren a toda velocidad. Cada muerte corresponde a las lecturas de tarot que recibieron los amigos. Sospechando que algo anda mal con la baraja, ellos van a visitar a Alma Astron, una experta en tarot que encontraron en Internet. Ella identifica las cartas como pertenecientes a una astróloga que, a finales del siglo XVIII, sirvió a un conde húngaro y le predijo el futuro. Después de que se hiciera realidad una lectura de que su esposa embarazada y su hijo morirían en el parto, el conde afligido ordenó a sus hombres que mataran a la hija de la astróloga como venganza. La astróloga, enfurecida por el dolor, condenó al conde y a sus amigos a muerte con sus cartas, luego se suicidó y maldijo su baraja para matar a cualquiera que la usara. Las cartas son responsables de varias masacres en grupos de lectura de tarot, incluido el propio grupo de amigos de Alma (ella fue la única sobreviviente, ya que no se hizo una lectura a sí misma). Alma les insta a destruir la baraja, que todavía está en la mansión Catskills.
Mientras conducen hacia allí, su auto se avería y son atacados por El Colgado, quien mata a Madeline. Aterrorizado, Paxton deja a los demás y regresa al campus, pero es acosado por El Loco. Haley, Grant y Paige regresan a la mansión pero no pueden quemar las cartas y solicitan la ayuda de Alma. Alma invoca el espíritu de la astróloga, pero la astróloga le hace una lectura y ella es asesinada por el Seis de Espadas.
De vuelta en la mansión, Paige es atraída al sótano por El Mago, y llevada a un estado de trance, convirtiéndose en la "asistente" del Mago. Ella se esconde en una gran caja de madera después de ser encadenada, pero termina estando cerrada, y El Mago usa esa caja para cortar fatalmente a Paige por la mitad. Haley decide que si lee el horóscopo de la astróloga, esto podría terminar. Mientras Grant es arrastrado por El Diablo, ella hace una lectura sobre la astróloga, dándole la Muerte. Finalmente, Haley deja ir el dolor de su madre, quien murió de enfermedad, y el espíritu de la astróloga es quemada junto a la cubierta. Haley y Grant se reconcilian sobre su supervivencia y se reúnen con Paxton, quien sobrevivió después de que su compañero de habitación abrió la puerta del ascensor en el último segundo, lo que hizo desaparecer a El Loco.

## Reparto
- Harriet Slater[4][5]- Haley
- Adain Bradley[6]- Grant
- Jacob Batalon[7]- Paxton
- Avantika[8]- Paige
- Humberly González[9]- Madeline
- Wolfgang Novogratz[4]- Lucas
- Larsen Thompson[4]- Elise
- Olwen Fouéré[4]- Alma

## Producción
Deadline Hollywood informó la producción de Tarot en junio de 2022, con Jacob Batalon y Alana Boden en los papeles principales. La película fue dirigida y escrita por Spencer Cohen y Ana Halberg, basada en la novela homónima de 1992 de Nicholas Adams. Scott Glassgold de Ground Control produjo a través de Alloy Entertainment, junto con Leslie Morgenstein y Elysa Koplovitz Dutton. Halberg y Cohen fueron los productores ejecutivos. Screen Gems también produjo la película.

## Estreno
Tarot estaba originalmente programada para ser estrenada el 28 de junio de 2024, antes de trasladarse al 10 de mayo de 2024.